# Bandera de Babahoyo
La bandera de la ciudad de Babahoyo y del cantón Babahoyo fue adoptada oficialmente el 25 de agosto de 1948 por la municipalidad del cantón Babahoyo. Se compone de un rectángulo de proporción 3:2.
- El fondo de la bandera es verde y representa los sembríos, la vegetación y la geografía del cantón.
- En medio de la bandera se ubica un rombo blanco, que simboliza la paz y armonía de la ciudad; en el interior del rombo está ubicado el escudo de la ciudad.[1]